# Гурген (цар Іберії)
Гурген I (*გურგენი, д/н — після 523) — цар Кавказької Іберії у 515—523 роках. На думку деяких дослідників є тотожній Гуараму I, що панував наприкінці VI ст.

## Життєпис
Походив з династії Хосровідів. Про його батьків обмаль відомостей. Ймовірно, після смерті царя Вахтанга I боровся за владу з сином останнього Дачі. Припускають, що міг стати царем у 502 або 506 році. Втім візантійські та грузинські джерела переважно фіксують 515 рік як час сходження на трон Гургена. Ймовірно, прийшов до влади завдяки візантійцям. Це збіглося зі здобуттям трону Юстином I у Візантії.
Уклав союз з візантійським імператором Юстином I, спрямований проти Сасанідської Персії. Співцар Іберії дачі обрав ймовірно більш помірковану позицію. У 523 році до Іберії вдерлося перське військо шахіншаха Кавада I, яке завдало поразки Гургену. Ці події найбільше виписані у Прокопія Кесарійського.
Гурген разом з родиною втік спочатку під захист Цате I, царя Лазики, а згодом перебрався до Константинополя. Перси затвердили на троні одноосібним царем Дачі, владу та володіння якого істотно обмежили.